# Bradina trispila
Bradina trispila là một loài bướm đêm trong họ Crambidae.